# 307.º Regimiento de Infantería
El 307.º Regimiento de Infantería (370. Infanterie-Regiment), fue una regimiento de infantería del ejército alemán (Heer) durante la Segunda Guerra Mundial.

## Historia
Formada el 1 de diciembre de 1939 del 3.er Regimiento de Reemplazo de Infantería en el Área de Formación Jüterbog por parte del personal del 3.º Regimiento de Infantería y del 188.º Batallón de Reemplazo de Infantería, 338.º Batallón de Reemplazo de Infantería y del 479.º Batallón de Reemplazo de Infantería. El regimiento se encontraba bajo el mando del 163.ª División de Infantería y el 1 de enero de 1940, el III Batallón del 324.º Regimiento de Infantería. Fue reemplazo por el 3.er Batallón de Campaña de Reemplazo. El 5 de noviembre de 1940, el personal y el II Batallón fueron integrados al 341.er Regimiento de Infantería y fueron reemplazados. El regimiento pasó a llamarse el 15 de octubre de 1942 como 307.º Regimiento Grenadier.
- 1.er  Batallón:

El 10 de diciembre de 1939 se formó el 1.er Batallón desde el 338.º Batallón de Reemplzo de Infantería.
- 2.º Batallón:

El 22 de noviembre de 1939 se formó el 2.º Batallón y conformado del 188.º Batallón de Reemplazo de Infantería el 1 de diciembre de 1939.
- 3.er  Batallón:

En 1 de enero de 1940 se formó el 3.er  Batallón desde el 3.er Batallón de Campaña de Reemplazo.